# باشگاه ورزشی کاپفنبرگر
باشگاه ورزشی کاپفنبرگر (انگلیسی: Kapfenberger SV) یک باشگاه فوتبال مستقر در کاپفنبرگ، اتریش است که در حال حاضر در لیگ ۲، دومین سطح لیگ فوتبال در این کشور به فعالیت می‌پردازد.